# 高峰镇 (古丈县)
高峰镇，原为高峰乡，是中华人民共和国湖南省湘西土家族苗族自治州古丈县下辖的一个乡镇级行政单位。

## 行政区划
高峰镇下辖以下地区：
高峰社区、李家洞村、凉水坡村、八水坪村、岩排溪村、铅厂村、三坪村、淘金村、老官坪村、岩坳村、陈家村和镇溪村。

## 中国传统村落
2012年，岩排溪村被评为首批“中国传统村落”。